# Izrael–Marokkó normalizációs megállapodás
Az Izrael–Marokkó normalizációs megállapodás 2020. december 10-én kelt. Ebben Izrael és Marokkó megállapodtak a kettőjük között fennálló viszony normalizálására. Korábban, 2020. szeptemberben illetve októberben Izrael Bahreinnel, az Egyesült Arab Emírségekkel és Szudánnal írt alá hasonló megállapodást. Így Marokkó lett a hatodik arab állam, mely elismerte Izrael létezéshez való jogát. Korábban Egyiptommal 1979-ben, Jordániával 1994-nben, Bahreinnel, az Egyesült Arab Emírségekkel, és Szudánnal pedig 2020-ban kötöttek ilyen megállapodást. Az egyezmény alapján közvetlen repülőjáratok indulnak a két ország között. Az Egyesült Államok aznap eladott egy fejlett drónt Marokkónak, illetve szintén aznap elismerte Marokkó szuverenitását a vitatott Nyugat-Szahara felett.

## Reakciók
Abd el-Fattáh esz-Szíszi egyiptomi elnök üdvözölte a bejelentést, azt mondta,  a megállapodás „fontos lépés volt a stabilitás és a regionális együttműködés” terén a Közel-Keleten. Hossein Amir-Abdollahian, az iráni parlament házelnökének segédje szerint a viszony normalizálódása „árulás”, Palesztina hátba szúrása. Arancha González Laya spanyol külügyminiszter azt mondta, az országa üdvözli a kapcsolatok normalizálódását, de elutasította, hogy az Egyesült Államok elismerte Marokkó nyugat-szaharai követeléseit.
Jim Inhofe szenátor élesen  kritizálta a Trump vezette kormányt, mivel az elismerte Marokkó igényét Nyugat-Szaharára. Inhofe szerint a megállapodás „sokkoló és mélyen csalódást okozó”. Hozzátette, hogy az is elszomorította, ahogy a „nyugat-szaharai nép jogát semmibe vették, azzal kereskedtek.” Az ENSZ azt mondta, véleménye Nyugat-Szahara ügyében „változatlan”, arra az USA lépésének semmilyen hatása nincs. Ezt António Guterres főtitkár egyik szóvivője jelentette be. Azt tanácsolja ugyanakkor, hogy „a kérdés megoldásának továbbra is a Biztonsági Tanács döntései alapján kell történnie.”
Algéria azt mondta, „nincs jogi alapja” annak, hogy az USA elismerte Marokkó szuverenitását Nyugat-Szahara felett, „mert ez ellentétes az ENSZ határozataival, különösen a Nyugat-Szahara ügyével foglalkozókkal.”
Irán elítélte a Marokkó és Izrael normalizálódásáról szóló megállapodást.
Oroszország elutasította Trump azon döntését, mellyel elismerte Marokkó szuverenitását Nyugat-Szahara felett, mert szerinte ez megsérti a nemzetközi jogot.

## Külső hivatkozások
- Proclamation on Recognizing The Sovereignty Of The Kingdom Of Morocco Over The Western Sahara Archiválva 2020. december 11-i dátummal a Wayback Machine-ben